# Rodrigo Palacio
Rodrigo Sebastián Palacio (n. 5 februarie 1982) este un fotbalist argentinian care evoluează pe postul de atacant. Acum un an era sa moara din cauza unui cal la o herghelie din Milano incercand sa calareasca un cal, calaria este un hobby pentru el.

## Statistici carieră

### Club
| Club           | Sezon         | Divizia       | Campionat | Campionat | Cupă | Cupă | Continental** | Continental** | Total | Total |
| Club           | Sezon         | Divizia       | PJ        | G         | PJ   | G    | PJ            | G             | PJ    | G     |
| -------------- | ------------- | ------------- | --------- | --------- | ---- | ---- | ------------- | ------------- | ----- | ----- |
| Huracán        | 2002–03       | 2.ª           | 34        | 10        | 0    | 0    | 0             | 0             | 34    | 10    |
| Huracán        | 2003–04       | 2.ª           | 19        | 5         | 0    | 0    | 0             | 0             | 19    | 5     |
| Huracán        | Total         | Total         | 53        | 15        | 0    | 0    | 0             | 0             | 53    | 15    |
| Banfield       | 2003–04       | 1.ª           | 19        | 2         | 0    | 0    | 0             | 0             | 19    | 2     |
| Banfield       | 2004–05       | 1.ª           | 17        | 7         | 0    | 0    | 2             | 2             | 19    | 9     |
| Banfield       | Total         | Total         | 36        | 9         | 0    | 0    | 2             | 2             | 38    | 11    |
| Boca Juniors   |               |               |           |           |      |      |               |               |       |       |
| 2004–05        | 1.ª           | 15            | 3         | 0         | 0    | 7    | 2             | 22            | 5     |       |
| 2005–06        | 1.ª           | 32            | 17        | 0         | 0    | 9    | 5             | 41            | 22    |       |
| 2006–07        | 1.ª           | 32            | 20        | 0         | 0    | 14   | 9             | 46            | 29    |       |
| 2007–08        | 1.ª           | 31            | 10        | 0         | 0    | 15   | 5             | 46            | 15    |       |
| 2008–09        | 1.ª           | 20            | 5         | 0         | 0    | 9    | 7             | 29            | 12    |       |
| Total          | Total         | 130           | 55        | 0         | 0    | 54   | 28            | 184           | 83    |       |
| Genoa          |               |               |           |           |      |      |               |               |       |       |
| 2009–10        | 1.ª           | 31            | 7         | 0         | 0    | 6    | 1             | 37            | 8     |       |
| 2010–11        | 1.ª           | 27            | 9         | 2         | 0    | 0    | 0             | 29            | 9     |       |
| 2011–12        | 1.ª           | 32            | 19        | 2         | 2    | 0    | 0             | 34            | 21    |       |
| Total          | Total         | 90            | 35        | 4         | 2    | 6    | 1             | 100           | 38    |       |
| Internazionale |               |               |           |           |      |      |               |               |       |       |
| 2012–13        | 1.ª           | 26            | 12        | 3         | 2    | 10   | 8             | 39            | 22    |       |
| 2013–14        | 1.ª           | 37            | 17        | 2         | 2    | 0    | 0             | 39            | 19    |       |
| Total          | Total         | 63            | 29        | 5         | 4    | 10   | 8             | 73            | 41    |       |
| Total carieră  | Total carieră | Total carieră | 372       | 143       | 9    | 6    | 72            | 39            | 453   | 188   |

- (**) Copa Libertadores, Copa Sudamericana, UEFA Europa League.

### Internațional
La 10 iunie 2014.
| Argentina | Argentina | Argentina |
| An        | Meciuri   | Goluri    |
| --------- | --------- | --------- |
| 2005      | 2         | 0         |
| 2006      | 1         | 0         |
| 2007      | 3         | 0         |
| 2008      | 2         | 1         |
| 2009      | 0         | 0         |
| 2010      | 0         | 0         |
| 2011      | 1         | 0         |
| 2012      | 1         | 0         |
| 2013      | 11        | 1         |
| 2014      | 3         | 1         |
| Total     | 24        | 3         |

## Goluri internaționale
| #  | Data              | Stadion                                     | Oponent            | Scor | Rezultat | Competiția                                             |
| -- | ----------------- | ------------------------------------------- | ------------------ | ---- | -------- | ------------------------------------------------------ |
| 1. | 15 iunie 2008     | Estadio Monumental, Buenos Aires, Argentina | Ecuador            | 1–1  | 1–1      | Calificările pentru Campionatul Mondial de Fotbal 2010 |
| 2. | 11 octombrie 2013 | Estadio Monumental, Buenos Aires, Argentina | Peru               | 3–1  | 3–1      | Calificările pentru Campionatul Mondial de Fotbal 2010 |
| 3. | 4 iunie 2014      | Estadio Monumental, Buenos Aires, Argentina | Trinidad și Tobago | 1–0  | 3–0      | Meci amical                                            |